# Philip Barantini
Philip Barantini (Liverpool, 13 de julho de 1980) é um diretor, produtor, roteirista e ator britânico. Conhecido por seus intensos trabalhos one-shot, ele dirigiu o filme Boiling Point (2021), sua série de acompanhamento (2023) e a minissérie Adolescence (2025), todos estrelados por Stephen Graham.
Como ator, seus papéis notáveis incluem aparições em Dream Team, Band of Brothers e The Responder.

## Carreira
Barantini foi inicialmente um ator, estrelando notavelmente como Sargento Wayne A. "Skinny" Sisk em Band of Brothers (2001) da HBO. Seus outros papéis na televisão incluem Billy O'Neill em Dream Team (1998-2000), Bezpalov em Chernobyl (2019) e Steve em The Responder (2022).
Enquanto atuava, Barantini demonstrou interesse em dirigir, aproveitando oportunidades de acompanhar outros diretores. Ele fez sua estreia na direção com o curta-metragem Seconds Out (2019), pouco antes de filmar e lançar seu segundo curta Boiling Point (2019), que o reuniu com seu amigo e colega de elenco de Band of Brothers, Stephen Graham. O curta lhe rendeu o prêmio Lift-Off Season de Melhor Curta-Metragem no prêmio Manchester.
O primeiro longa-metragem de Barantini foi o thriller policial corajoso Villain, estrelado por Craig Fairbrass. Após o sucesso do drama de cozinha de 2019, Barantini coescreveu um longa-metragem, também intitulado Boiling Point (2021), com seu parceiro regular de escrita James Cummings. Barantini se inspirou para muitos dos arcos da história em suas próprias experiências como chefe de cozinha, bem como nas experiências daqueles que ele conhecia que trabalhavam na indústria. O longa viu Stephen Graham reprisar o papel principal do chef Andy Jones e foi filmado em uma tomada real.
Barantini começou a filmar a série de quatro partes Adolescence no verão de 2024, dirigindo todos os quatro episódios, que o viram se reunir com o colaborador de longa data Stephen Graham. A série viu cada episódio filmado em uma tomada contínua e foi produzida pela Warp Films, Plan B Entertainment e Matriarch Productions para a Netflix. A série foi lançada em 13 de março de 2025.